# Glottiphyllum
Genre
Classification phylogénétique

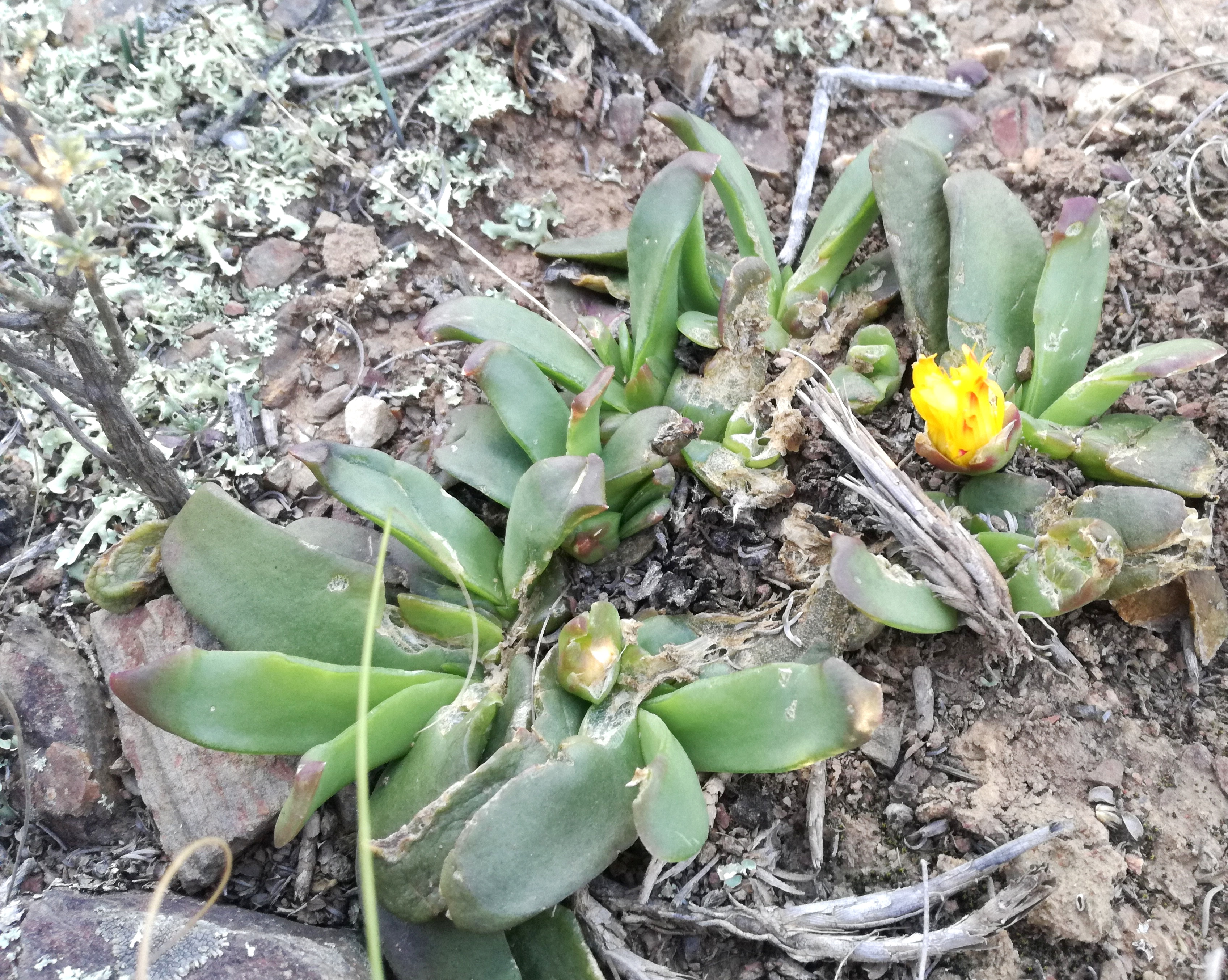
Glottiphyllum depressum

Glottiphyllum est un genre botanique d'environ 57 espèces de plantes succulentes tropicales à fleurs de la famille des Aizoaceae.
Il est proche des genres Gibbaeum et Faucaria.
Le nom vient du grec ancien « γλωττίς » (glottis=langue) et « φύλλον » (phyllos=feuille).
Elles sont originaires d'Afrique du Sud : province du Cap et aussi désert du Karroo. Dans des terrains à base de pierres (ardoises, grès, quartz) et de rochers.
La pluviométrie est comprise entre 125 et 500 millimètres, surtout en mars et en novembre.

## Description
Les plantes présentent des feuilles épaisses et molles disposées par paire avec un port couché ou rasant sur le sol. Elles présentent des rhizomes.
Fleurs jaunes à pétales étroits, parfois parfumées, de 5 cm de diamètre environ, apparaissant en automne et en hiver.
Les espèces s'hybrident facilement créant de nouveaux croisements.

## Quelques espèces
- Glottiphyllum carnosum NEBr.
- Glottiphyllum cruciatum (Haw.) NEBr.
- Glottiphyllum depressum (Haw.) NEBr.
- Glottiphyllum difforme (L.) NEBr.
- Glottiphyllum fergusoniae L. bolus
- Glottiphyllum fragrans
- Glottiphyllum grandiflorum (Haw.) NEBr.
- Glottiphyllum herrei
- Glottiphyllum linguiforme (L.) NEBr.
- Glottiphyllum longum (Haw.) NEBr.
- Glottiphyllum muiri
- Glottiphyllum neilii NEBr.
- Glottiphyllum nelii Schwantes
- Glottiphyllum oligocarpum L. bolus
- Glottiphyllum parvifolium
- Glottiphyllum peersii L. bolus
- Glottiphyllum platycarpum
- Glottiphyllum pygmaeum
- Glottiphyllum regium NEBr.
- Glottiphyllum salmii (Haw.) bolus L.
- Glottiphyllum semicylindricum
- Glottiphyllum starkeae
- Glottiphyllum suave NEBr.
- Glottiphyllum surrectum (Haw.) bolus L.

## Culture
Cultiver les plantes dans de petits pots, dans un sol maigre avec du sable et de l'argile. En exposition très ensoleillée.
Arroser modérément en été et pas du tout en hiver pour que la plante observe une période de repos sans laquelle elle ne fleurira pas.
Si les arrosages sont trop importants, les plantes se déforment.